# Генералова кћи
Генералова кћи (енгл. The General's Daughter) је акциони трилер филм из 1999. године.
Главне улоге играју Џон Траволта, Мадлен Стоу, Џејмс Кромвел, Тимоти Хатон, Кларенс Вилијамс III и Џејмс Вудс.

## Радња
У војној бази ујутру је пронађен леш младог војника Елизабет Кембел. Поред очигледних знакова насиља, одлика убиства је и необичан положај жртве – потпуно је нага и разапета, руке и ноге су јој биле везане за челичне шаторске клинове забијене у земљу. Поред тога, ова девојка је ћерка утицајног и познатог генерала који је шеф базе.
Пол Бренер је искусан војник који је раније служио под генералом и избегао је неколико покушаја атентата због својих активности. Када му се повери да истражи убиство, он то сматра питањем части. Његов помоћник у случају је детектив Сара Санхил, они имају симпатије једни према другима, упркос чињеници да се споља односе једни према другима с презиром.
Приликом прегледа ствари преминуле пронађене су касете на којима су снимљени њени полни чинови са више припадника војне базе. Сумње за убиство прво падају на једног, па на другог полицајца који је имао полни однос са Елизабетом. Осим тога, генерал се свим силама меша у истрагу убиства, иако је, теоретски, требало да буде заинтересован за проналазак убице.
На крају, Пол и Сара сазнају да су пре седам година, док су студирали на Војној академији Вест Поинт, током вежби, ћерку генерала силовали колеге из разреда, док су је разапели на земљи на челичним клиновима забијеним у тло, управо у оном положају, у којем је пронађена убијена. Истовремено, испоставља се да је отац знао за злочин, али да не би осрамотио престиж Војне академије и не дискредитовао идеју о заједничкој обуци, сакрио је инцидент и заташкао случај.
Касније се испоставило да је и сама Елизабет замолила једног од својих колега да се веже онако како је пронађена после силовања, како би подсетила оца на прошлост. Отац ју је видео и одвезао се, а неколико минута касније убио ју је љубавник који је искористио њен беспомоћни положај.
Убица је пронађен, али схвативши да је пронађен, извршио је самоубиство, истражитељи су отишли на унапређење, а Пол је из принципа, упркос корпоративном војном духу, постигао умешаност оца убијене жене у војни суд.